# Srážka tří vlaků v Harrow

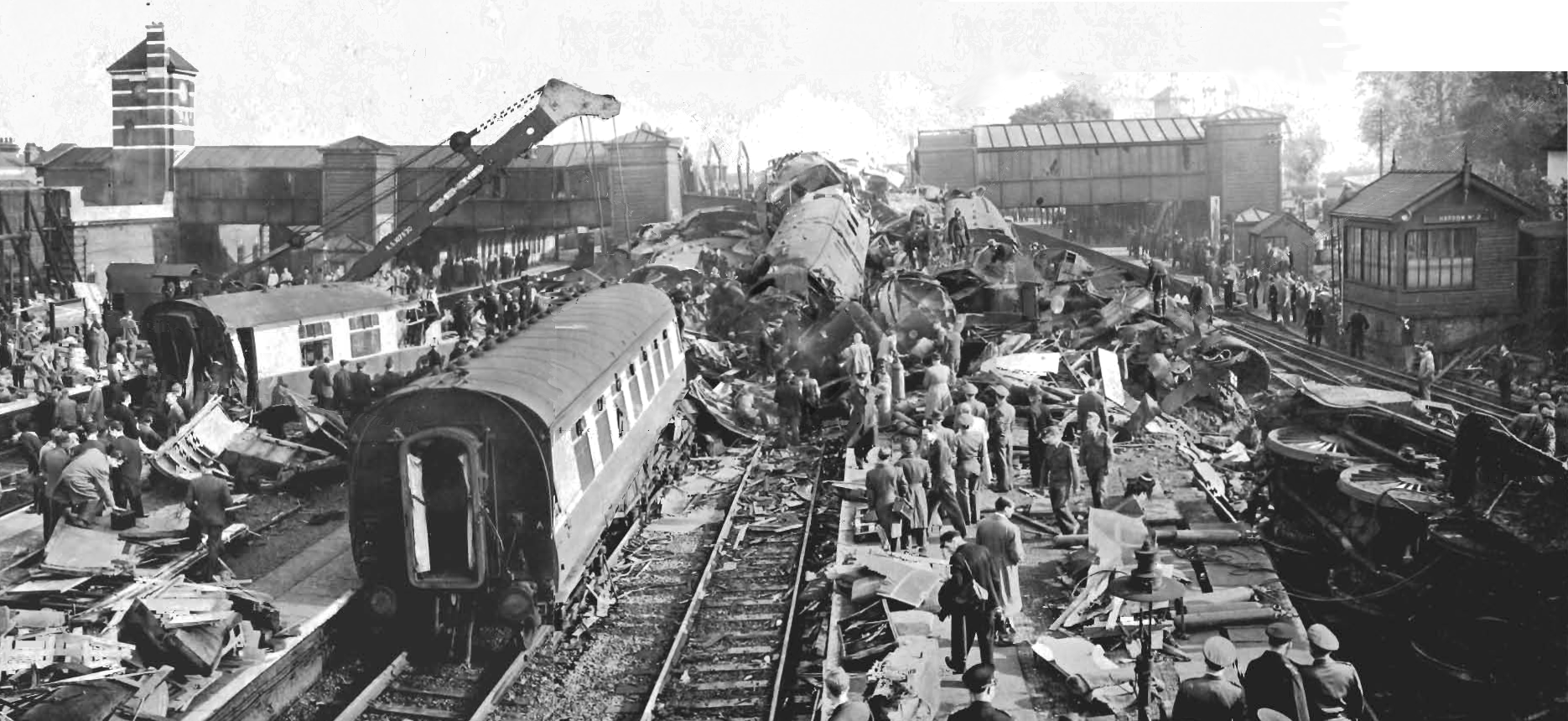
Záchranné práce.

Srážka tří vlaků, k níž došlo 8. října 1952 ve stanici Harrow & Wealdstone, představuje největší železniční neštěstí, které kdy postihlo Spojené království v době míru, a druhé největší vůbec. V důsledku kolize dvou expresů a jednoho osobního vlaku zahynulo 112 lidí a dalších 340 bylo zraněno.
Příčinou havárie byla hrubá chyba strojvůdce nočního expresu ze skotského Perthu do Eustonu, který v mlze projel návěst stůj a v rychlosti 80-100 km/h zezadu narazil do u nástupiště stojícího osobního vlaku. Těžká parní lokomotiva expresu rozdrtila tři poslední (dřevěné) vozy přeplněného osobního vlaku (většina mrtvých pocházela z nich) a obě soupravy vykolejily. Trosky obou vlaků zatarasily vedlejší kolej, kde do nich jen o několik sekund později v rychlosti 100 km/h narazil protijedoucí expres směřující z Eustonu do Liverpoolu.
Havárie urychlila zavádění systému AWS na anglických železnicích.